# Guidonia ramiflora
Guidonia ramiflora là một loài thực vật có hoa trong họ Liễu. Loài này được (Vahl) M. Gómez mô tả khoa học đầu tiên năm 1889.